# Societat Internacional de Plantes Carnívores
La Societat Internacional de Plantes Carnívores, en anglès:International Carnivorous Plant Society (ICPS) és una organització internacional sense ànim de lucre que es va fundar l'any 1972. És l'autoritat internacional per al registre dels cultivars (International Cultivar Registration Authority) per a les plantes carnívores. Cap al juny de 2011, aquesta societat tenia uns 1.400 membres.
La ICPS publica la revista Carnivorous Plant Newsletter.